# Ieke Moerdijk
Izak „Ieke“ Moerdijk (* 23. Januar 1958) ist ein niederländischer Mathematiker.

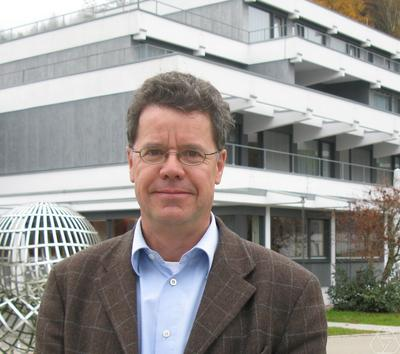
Moerdijk in Oberwolfach

Moerdijk studierte Mathematik, Philosophie und allgemeine Linguistik und wurde 1985 bei Anne Troelstra an der Universität Amsterdam promoviert (Topics in Intuitionism and Topos Theory). Als Post-Doktorand war er an der Universität Cambridge und der University of Chicago. Er erhielt 1986 ein Huygens Stipendium des NWO in den Niederlanden. Seit 1988 war er Professor für Topologie an der Universität Utrecht und seit 2011 ist er Professor für Algebra und Topologie an der Radboud-Universität Nijmegen.
Er war unter anderem Gastprofessor in Cambridge, Montreal, Sydney und Aarhus.
Er ist Ko-Autor eines Standardwerks zur Topos-Theorie, zuerst erschienen 1992. Die Theorie, die auf Alexander Grothendieck und William Lawvere zurückgeht, hat sowohl Verbindungen zu Topologie, Algebra als auch zur Logik.  Er ist einer der Begründer der algebraischen Mengenlehre (Algebraic set theory) und wandte sich später algebraischer Topologie und Differentialgeometrie zu, Gegenstand von zweien seiner Bücher. Er befasste sich auch mit Operaden und konstruktiver Non-Standard-Analysis, von der er einer der Begründer ist.
In jüngster Zeit (2011) befasst er sich mit algebraischen Strukturen in der Quanteninformationstheorie.
2012 erhielt er den höchsten niederländischen Wissenschaftspreis, den Spinoza-Preis. Seit 2006 ist er Mitglied der Königlich Niederländischen Akademie der Wissenschaften. 2014 wurde er in die Academia Europaea gewählt.

## Schriften
- mit Saunders Mac Lane: Sheaves in geometry and logic. A first introduction to topos theory. Universitext, Springer-Verlag, 1992, 1994.
- mit Janez Mrčun: Introduction to foliations and Lie groupoids. Cambridge Studies in Advanced Mathematics 91, Cambridge University Press 2003.
- mit Gonzalo E. Reyes: Models for smooth infinitesimal analysis. Springer-Verlag, 1991.
- mit André Joyal: Algebraic set theory. London Mathematical Society Lecture Note Series 220,  Cambridge University Press, 1995.
- Classifying spaces and classifying topoi. Lecture Notes in Mathematics 1616, Springer Verlag, 1995.
- mit Marius Crainic: Deformations of Lie brackets: cohomological aspects. J. Eur. Math. Soc. (JEMS) 10 (2008), no. 4, 1037–1059.
- mit Clemens Berger: Axiomatic homotopy theory for operads. Comment. Math. Helv. 78 (2003), no. 4, 805–831.
- Orbifolds as groupoids: an introduction. Orbifolds in mathematics and physics (Madison, WI, 2001), 205–222, Contemp. Math., 310, Amer. Math. Soc., Providence, RI, 2002.